# Абади, Поль
Поль Абади́ (фр. Paul Abadie; 9 ноября 1812 года, Париж — 3 августа 1884 года, там же) — французский архитектор. Сын архитектора Поля Абади Старшего (фр., 1783—1868).

## Биография
Учился в Париже, с 1832 года в мастерской А. Леклера и, с 1835 года, в Школе изящных искусств. Был одним из ведущих французских реставраторов (первая работа — в парижском соборе XII—XIII вв. Нотр-Дам, 1845, под руководством Эжена Виолле-ле-Дюка); затем реставрировал около сорока средневековых, главным образом романских, храмов в департаментах Шаранта, Жиронда и Дордонь, в том числе собор Сен-Пьер XII века (1849—1880) и церковь Святого Марциала (1849—1856) в Ангулеме.
Среди собственных сооружений Абади также преобладают церковные здания, неороманские по облику (такова знаменитая обетная Базилика Сакре-Кёр на монмартрском холме в Париже (1875—1914), выстроенная в память об избавлении от бед прусского нашествия и Парижской коммуны).